# Borkshof
Borkshof ist eine Hofschaft in Halver im Märkischen Kreis im nordrhein-westfälischen Regierungsbezirk Arnsberg in Deutschland.

## Lage und Beschreibung
Borkshof liegt auf einer Höhe von 356 Meter über Normalhöhennull im südlichen Halver an der Stadtgrenze zu Kierspe. Südlich des Ortes erhebt sich mit 383,2 Meter über Normalnull der Mühlenberg, dahinter liegt die Kerspetalsperre. Zwischen Borkshof und dem benachbarten Niederbommert  fließt der Erlenbach vorbei, ein Zufluss der Talsperre. Weitere Nachbarorte sind Bommert, Oberbommert, Giersiepen und Schlachtenrade. Der Ort ist über Nebenstraßen erreichbar, die von der Kreisstraße 3 und der Landesstraße 284 abzweigen. 

## Geschichte
Borkshof wurde erstmals 1480 als Königsbommert urkundlich erwähnt, die Entstehungszeit der heutigen Siedlung wird aber im Zeitraum zwischen 800 und 900 in der Folge der frühen fränkischen Ausbauperiode vermutet.
Im Mittelalter war Königsbommert/Borkshof sehr wahrscheinlich ein mit einem Wassergraben gesicherter Gräften- und Herrenhof. Allerdings ist kein besonderes Herrenhaus überliefert.
Um 1500 ist durch Urkunden belegt, dass der Hof Borkshof dem bergischen Amt Beyenburg abgabenpflichtig war. Die Gerichtsbarkeit des Hofs unterstand einem extra für die bergischen Höfe im ansonsten märkisch beherrschten Kirchspiel Halver bestellten bergischem Richter, was häufig zu Streit mit dem für das Kirchspiel eigentlich zuständigen märkischen Gografen führte.
1818 lebten fünf Einwohner im Ort. 1838 gehörte Borkshof der Bommerter Bauerschaft innerhalb der Bürgermeisterei Halver an. Der laut der Ortschafts- und Entfernungs-Tabelle des Regierungs-Bezirks Arnsberg als Kotten kategorisierte Ort besaß zu dieser Zeit ein Wohnhaus, eine Fabriken bzw. Mühle und ein landwirtschaftliches Gebäude. Zu dieser Zeit lebten vier Einwohner im Ort, allesamt evangelischen Glaubens.
Das Gemeindelexikon für die Provinz Westfalen von 1887 gibt eine Zahl von fünf Einwohnern an, die in einem Wohnhaus lebten.
Seit dem Frühmittelalter (nach anderen Angaben seit frühgeschichtlicher Zeit) führte östlich von Borkshof eine bedeutende Altstraße vorbei, der Handels-, Pilger- und Heerweg von Hagen über Breckerfeld, Halver und Rönsahl nach Siegen. Königssbommert diente zur Sicherung dieser Altstraße.

## Wander- und Radwege
Folgende Wanderwege führen an dem Ort vorbei:
- Der Halveraner Rundweg
- Der Rönsahler Ortsrundwanderweg A6 (Rund um die Kerspetalsperre).